# Isaac Carasso
Isaac Carasso (Salònica, 21 de gener de 1874 – París, 19 d'abril de 1939) fou un membre de la família jueva sefardita Carasso de Salònica (Grècia, aleshores sota control de l'Imperi Otomà). Va emigrar a Barcelona i va muntar una fàbrica de iogurts que més tard esdevindria el Grup Danone.
Carasso va néixer a Salònica el 1874, on la seva família hi vivia des de l'expulsió dels jueus de la Península Ibèrica quatre-cents anys enrere. El 1912, enmig de les Guerres balcàniques i amb l'aproximació de les tropes gregues, es va traslladar a viure amb la seva família a Barcelona.
A la capital de Catalunya, va adonar-se que molts nens petits patien problemes digestius i intestinals. Inspirat per la feina del premi Nobel de Medicina Ilià Métxnikov, que havia popularitzat la llet agra com a menjar saludable, i recordant que aquests problemes de salut eren tractats amb iogurt als Balcans, va fer importar bacteris de Bulgària i del laboratori de Métxnikov a l'Institut Pasteur de París. Com que aleshores el iogurt no era ben conegut a l'Europa Occidental, inicialment el va vendre com a medicament a les farmàcies.
El 1919 va fundar a Barcelona la companyia que més tard esdevindria Grup Danone com un petit negoci de iogurts anomenat "Danone", a partir d'una variació del nom del seu fill, Daniel. La fàbrica es trobava al carrer dels Àngels número 16 al barri del Raval de Barcelona, on avui una petita placa al carrer commemora el lloc. Carasso va perfeccionar el primer procés industrial de fabricació del iogurt i va estendre el negoci familiar a Catalunya i Espanya (la primera fàbrica a Madrid s'obrí el 1927). El seu fill, Daniel Carasso, va estendre l'empresa a França i Estats Units (americanitzant la marca com a Dannon).
Isaac Carasso va morir a França el 1939.